# AS Roma 1927/1928

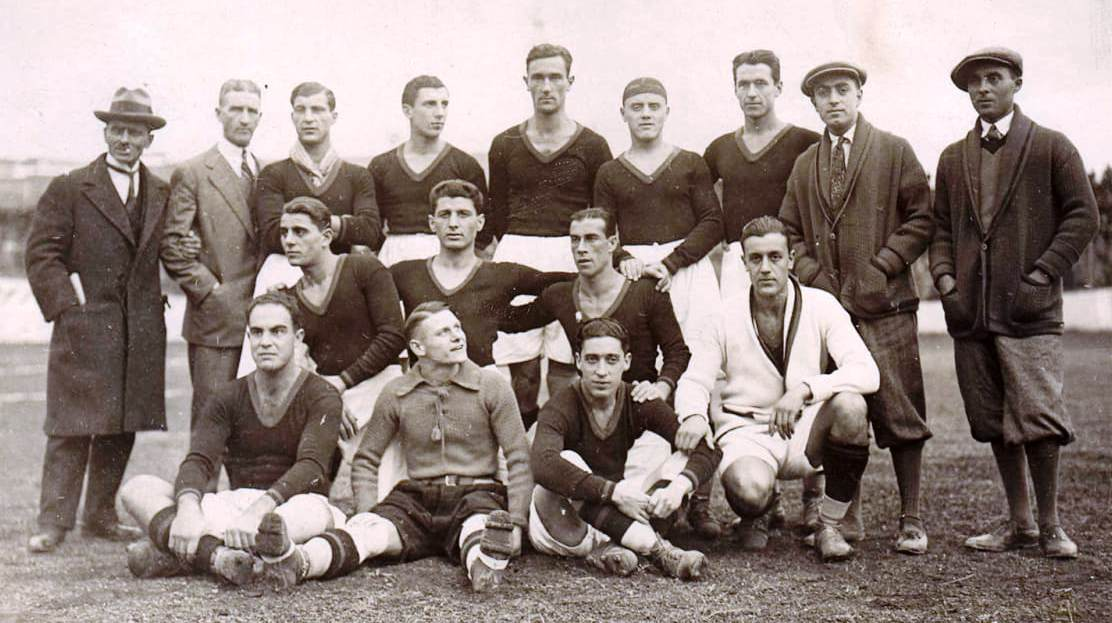
AS Roma 1927/1928

Sezon 1927/1928 klubu AS Roma.

## Sezon
Pierwszy sezon w historii klubu AS Roma. Zespół zajął 8. miejsce w Girone B oraz wywalczył puchar Coppa CONI.

## Rozgrywki
- Campionato Italiano: 8. pozycja
- Coppa CONI: zwycięstwo

## Skład i ustawienie zespołu
| W SEZONIE 1927/1928      |                    |                |       |      |
| Imię i nazwisko          | Kraj               | Data urodzenia | Mecze | Gole |
| Trener                   |                    |                |       |      |
| William Garbutt          | Anglia             | 09.01.1883     |       |      |
| Bramkarze                |                    |                |       |      |
| Bruno Ballante           | Włochy             | 15.04.1906     | 6     | 0    |
| Giuseppe Ernesto Rapetti | Włochy             | 1905           | 14    | 0    |
| Obrońcy                  |                    |                |       |      |
| Angelo Bianchi           | Włochy             | ?              | 0     | 0    |
| Giorgio Carpi            | Włochy             | 01.11.1909     | 4     | 0    |
| Attilio Corbyons         | Włochy             | 1900           | 20    | 1    |
| Giovanni Degni           | Włochy             | 28.09.1900     | 16    | 0    |
| Mario De Micheli         | Włochy             | 03.02.1906     | 0     | 0    |
| Attilio Mattei           | Włochy             | 16.10.1902     | 19    | 0    |
| Pomocnicy                |                    |                |       |      |
| Mario Bossi              | Włochy             | 23.01.1909     | 0     | 0    |
| Enrico Cappa             | Włochy             | ?              | 16    | 3    |
| Cesare Augusto Fasanelli | Włochy             | 10.05.1907     | 18    | 5    |
| Attilio Ferraris         | Włochy             | 23.06.1904     | 20    | 0    |
| Giacomo Narizzano        | Włochy             | 1906           | 4     | 1    |
| Bruno Ricci              | Włochy             | 1910           | 0     | 0    |
| Pierino Rovida           | Włochy             | 1898           | 15    | 0    |
| Giulio Scardola          | Włochy             | 1907           | 3     | 0    |
| Corrado Scocco           | Włochy             | 1905           | 1     | 0    |
| Carlo Zamporlini         | Włochy             | 1904           | 4     | 0    |
| Luigi Ziroli             | Włochy             | 17.09.1903     | 19    | 5    |
| Napastnicy               |                    |                |       |      |
| Antonio Bianchi          | Włochy             | 1904           | 1     | 0    |
| Mario Bussich            | Włochy/ Jugosławia | 1898           | 19    | 9    |
| Fernando Canestrelli     | Włochy             | 1903           | 1     | 0    |
| Arturo Chini Ludueña     | Argentyna          | 21.10.1904     | 20    | 7    |
| Antonio Maddaluno        | Włochy             | ?              | 0     | 0    |